# Kutbudin Širazi
Mahmud ibn Masud ibn Muslih – Kutbudin Širazi (Persijski: قطب‌الدین محمود بن مسعود شیرازی‎‎) je rođen 1237. godine u poznatoj naučničkoj porodici u iranskom gradu Kazerunu (Persijski:كازرون). Umro je u Tabrizu 1311. u 75. godini života.
Osnovne studije medicine savladao je kod svog oca. Iz ljubavi prema znanju napustio je rodni grad i započeo svoja duga putovanja. Kasnije će postati jedan od najslavnijih učenika Hadže Nasirudina Tusija kod koga će usavršiti svoje preliminarno znanje iz matematičkih disciplina i astronomije.

## Dela
Od njegovih matematičkih dela treba izdvojiti persijski prevod Tusijevog kritičkog pregleda Euklidovih Elemenata. Kutbudin Širazi je napisao i brojne autorske traktate, među kojima su i Risalatun fi haraka ad-dahrađa [O kretanju brodova] i Fi an-nisba bajn al-mustavi va al-munhani [O odnosu između prave i krive linije]. Ostavio je za sobom i čuvenu referentnu persijsku enciklopediju Durra at-tađ va al-girra ad-dabađ [Dragulj u kruni i čuperak brokata]. Ovo remek-delo sadrži obimniji uvod i pet glavnih poglavlja. Širazi u četvrtom poglavlju piše o nekim od važnih matematičkih nejasnoća iz oblasti geometrije, astronomije, aritmetike i muzike.

## Literatura
- Velajati, Ali Akbar (2016), Istorija kulture i civilizacije islama i Irana, preveo Muamer Halilović, Beograd, Centar za religijske nauke „Kom”, стр. 240.